# 益田駅前ビル EAGA
益田駅前ビル EAGA（ますだえきまえびる いーが）は、島根県益田市の益田駅前に立地する複合施設。

## 概要
益田駅前の再開発の一環で整備された複合施設である。JR益田駅と隣接しており、A棟（複合棟）、B棟（ホテル棟）、C棟（駐輪駐車場棟）の3つの建造物で構成されている。旧市街の益田駅前周辺は1970年代から再開発の必要性が語られていた。2001年3月に策定された「第4次益田市総合振興計画」、「益田市中心市街地活性化基本計画」をもとに益田駅前地区は2004年11月から再開発が進められている。この一環により益田駅前ビルEAGAが建築され、他にも島根県芸術文化センター グラントワ等が建築されて旧市街を通る中島染羽線（県道54号線の一部及び県道35号線）が拡張整備された。益田駅前ビルの名称はEpoch（新時代）、Advance（前進する）、Genial（優しい、快適な）、Attraction（人を引き付ける場所）という英語の頭文字が由来している。

## 各棟の詳細

### A棟

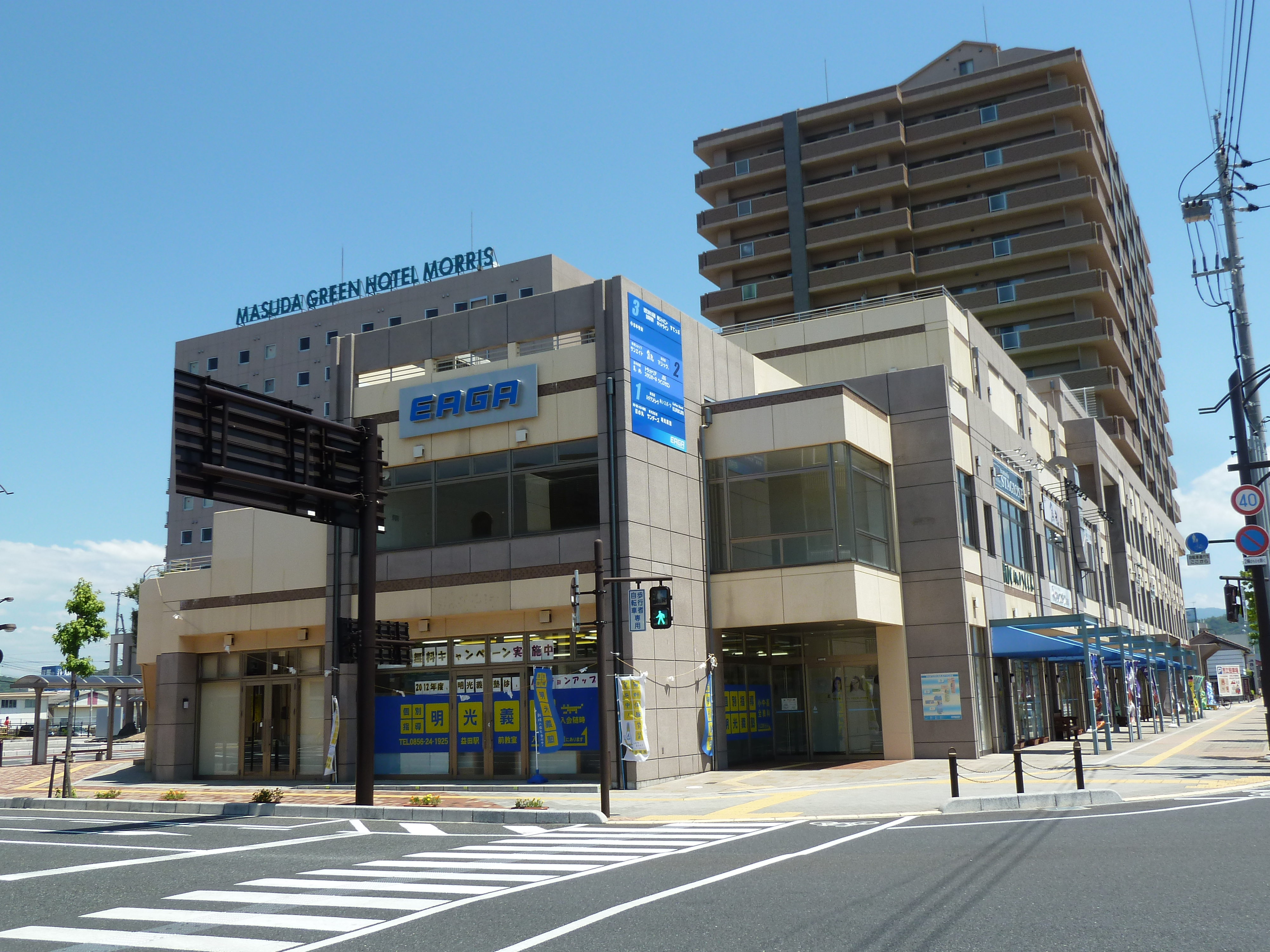
A棟

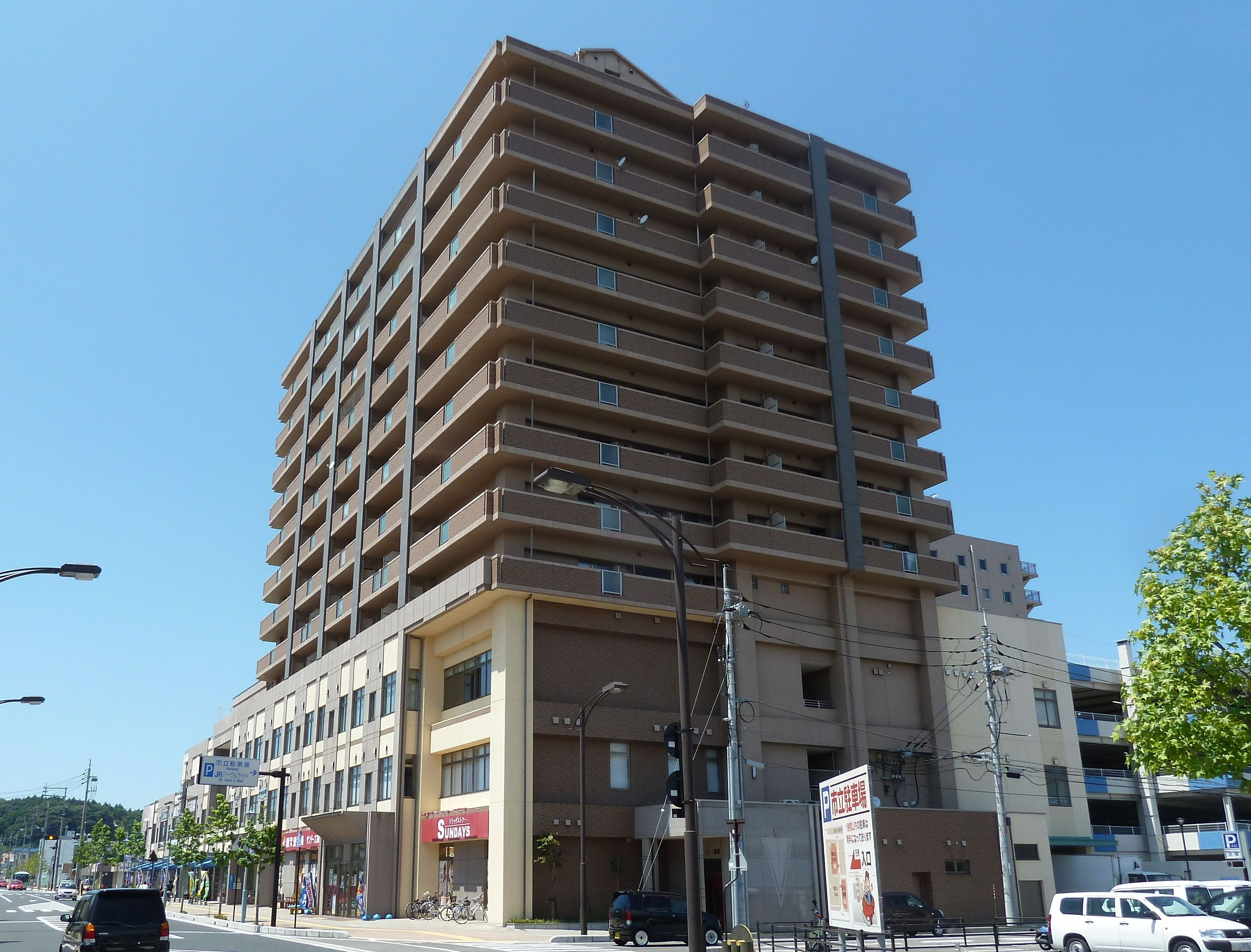
A棟（裏側）、右がC棟

商業店舗・オフィス・マンション・公共施設などが入居し複合的な用途に用いられている。1 - 3階にはオフィス・店舗・公共施設などが入居し、4 - 13階は分譲マンションとなっている。
1階
- ドラッグストア（くすりのサンデーズ）
- 学習塾（明光義塾益田駅前教室）
- 雑貨店
- スポーツ店
- 眼鏡店

2階
- 益田市立保健センター
- 益田市役所 健康増進課・子育て支援課
- 料理店・レストラン
- 美容院

3階
- 益田市立保健センター（大ホール）
- 企業等の事業所（日本管財益田事務所、明治安田生命保険、ジャパン・ホットラインコールセンター、法律事務所、NPO法人）

### B棟
ビジネスホテル（益田グリーンホテルモーリス）が2 - 11階に入居しているほか、1階と2階の一部に商業店舗のテナントが入居している。
1階
- 石見交通総合案内所
- 石見観光
- 益田市観光協会
- 飲食店（大阪王将）

2階
- 地域ショップサンエイト（道の駅サンエイト美都のアンテナショップ）

### C棟
地上4階、地下1階建てとなっており、市営の駐輪・駐車場として用いられている。
駐車場は地上部に設けられており198台分が確保されているほか、駐輪場は地下に設けられており、433台分が確保されている。

## 交通
JR益田駅に隣接している。また、EAGA前のバス停からは市内各地・浜田市・萩市などへの路線バスや萩石見空港へのリムジンバス、東京・大阪・広島への高速バスが運行されている。

## 周辺
- JR益田駅
- 益田警察署益田駅前交番
- 益田駅前郵便局
- 山陰合同銀行益田支店
- 島根益田信用組合本部・本店営業部